# Yehonathan Geffen
Pour les articles homonymes, voir Geffen.
Yehonathan Geffen  ou Jonathan Geffen (hébreu : יהונתן גפן), né le 22 février 1947 à Nahalal et mort le 19 avril 2023, est un chanteur, auteur-compositeur, traducteur, présentateur, dramaturge, journaliste, satiriste et publiciste israélien.

## Biographie
Yehonathan Geffen naît, grandit et effectue sa scolarité à Nahalal. Son père est le petit-fils de Shem Tov Geffen, un rabbin précurseur du sionisme religieux. Sa mère, Aviva née Dayan, est la fille du parlementaire Mapaï Shmuel Dayan et sœur du général Moshe Dayan. Arrivé à l’âge de la conscription, il sert dans la division des parachutistes, intégrant l’unité 202 commandée par Matan Vilnaï, avant d’être transféré à titre d’officier dans la brigade Golani où il commande l’unité 17 au cours de la Guerre des Six Jours, prenant part aux combats à Naplouse et sur le plateau du Golan. La même année, sa mère décède d’une overdose médicamenteuse qu’il considère comme un suicide. En 1969, il finit sa carrière militaire — au cours de laquelle il a publié son premier recueil de poèmes dédié à sa sœur Anat, âgée à l’époque de quatre ans — avec le grade de lieutenant dans la division du renseignement, unité 12.
Revenu à la vie civile, il s’établit à Tel Aviv, et publie des poèmes sur les conseils de Natan Alterman. Il fréquente la bohème israélienne du café Kassit, en particulier la compagnie Lul dont il ne fait toutefois pas partie. En 1970, il part étudier la littérature anglaise à l’Université de Cambridge ; il apprend au cours de ses études le suicide de sa sœur Nourit. Revenu en Israël en 1972 après l’obtention de son diplôme, il tient un billet d’humeur hebdomadaire dans le journal israélien Maariv (il l’animera pendant une quarantaine d'années).
L’année suivante, il est mobilisé lors de la guerre de Kippour, combattant sur le front sud à la tête de l’unité 48 de la brigade des parachutistes. Il revient brisé de ce mois d’affrontements au cours duquel il a enduré des bombardements incessants et décompté quotidiennement une liste toujours grandissante de morts et blessés. Participant à un collectif de journalistes qui dénoncent l’incompétence des plus hautes sphères du commandement, il s’abîme dans l’alcool pour surmonter ce qui n’est pas encore connu comme le syndrome de stress post-traumatique, et se révèle incapable d’assumer sa charge de mari et père. Son fils Aviv évoquera les tares de son père, aggravant le mal-être de celui-ci.
Yehonathan Geffen ne ralentit pas pour autant sa production artistique, montant des spectacles où se mêlent chansons personnelles et sketches imités de Lenny Bruce, dans lesquels il s’en prend sur un ton mi-poétique mi-déclamatoire aux politiciens et militaires. Il produit parallèlement une œuvre abondante et variée, rencontrant principalement le succès avec ses chansons pour enfants mais également dans ses autres domaines d’activité.

### Famille
Ses enfants sont le chanteur Aviv Geffen et la réalisatrice et comédienne Shira Geffen, femme de l'écrivain Etgar Keret,.

## Œuvre
En janvier 2018, Yehonathan Geffen publie sur Instagram un poème comparant la jeune activiste palestinienne Ahed Tamimi avec les victimes de l’oppression notamment Anne Frank, ce qui lui vaut le courroux du ministre de la Défense israélienne Avigdor Liberman qui veut le censurer en  cessant de le diffuser ou de l’interviewer sur les ondes de la radio de l'armée,. Yehonathan Geffen s'excuse en indiquant que sa publication était une erreur.

## Prix et distinctions
- 1983 Prix Berstein dans la catégorie littérature enfantine.